# 花葯

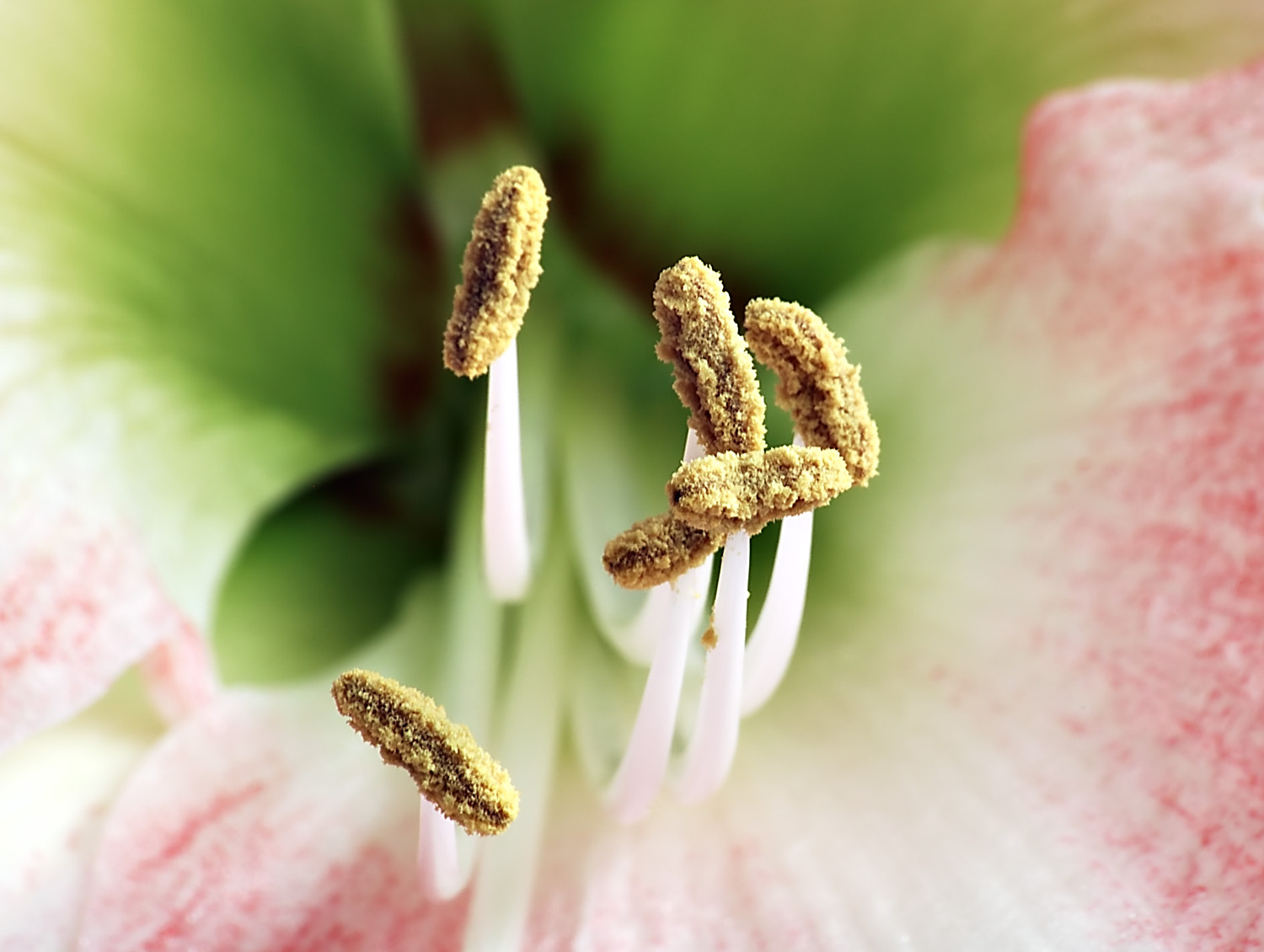
朱顶红的雄蕊顶端的花葯。

花葯（英語：anther），又作花藥，是花中雄蕊的一部分，附著於花絲頂端。花葯內部含有小孢子母細胞，並可行減數分裂產生花粉（內含雄配子）。典型的花葯有兩葉，並於中部或基部與花絲相連。

## 詞源
花葯一詞來自拉丁文anthera，意為「從花朵中萃取出的葯」，而此字有可追溯至古希臘文的ἀνθηρά，該詞為ἀνθηρός（意為「花朵盛開的」）的雌性變化。依中華民國教育部《重編國語辭典修訂本》及《異體字字典》，正字作「花葯」。

## 描述
花葯可依與花絲的著生方式分為以下數種：
- 基著葯（basifixed）：花葯基部連接花絲。大多數被子植物皆屬此類。
  - 偽基著葯（pseudobasifixed）：指葯隔（connective）在花葯與花絲的連接處形成環繞花絲頂端的管狀構造，出現在延龄草科（英语：Trilliaceae）的植物[7]。
- 背著葯（dorsifixed）：花葯中部連接花絲，這種連接法通常花葯與花絲只以一個點相連，所以花葯可以移動，這種情況又稱丁著葯（versatile anther），如水稻與百合）。反之若花葯的背部與花絲完全連接則稱為貼著葯（adnate anther），玉蘭花的雄蕊即是此例[8]。
- 個字著葯（divergent）：花葯基部裂成兩半，頂端則著生於花絲[9]。
- 廣岐葯（divaricate）：花葯完全裂成兩半，彼此張開成一直線，並以兩片花葯的中間著生於花絲[9]。
- 離室葯（distractible）：花葯完全裂成兩半，且兩片花葯距離甚遠，花絲頂端分枝而分別連接兩片花葯[10]。

另外花葯開裂的方式可分為孔裂、瓣裂與縱裂等。

## 形態與功能
花葯可由葯隔分為兩葉，每一葉稱為一個葯室（locule），從外到內為表皮（epidermis）、纖維層（endothecium）、中間層（middle layer）與絨氈層，其中絨氈層對花粉的發育相當重要，其細胞通常較大且含有一個以上且較大的細胞核，隨著孢子母細胞的分裂，絨氈層細胞的細胞核也進行分裂，甚至可能因核融合產生多倍體或多絲染色體。特別大的細胞核與提供發育中的花粉養分與各種調節物質有關，除此之外，絨氈層的功能還有協助花粉壁的形成，以及分泌葡聚糖酶（callase）以使減數分裂剛產生的四個小孢子互相分離，絨氈層的細胞若遭破壞會使花粉發育失敗。花葯的最內部是1至2個花粉囊，內有小孢子母細胞（microsporocyte），可行減數分裂產生小孢子，再經過有絲分裂產生管細胞與兩個生殖細胞而組成成熟的花粉粒。